# Galja
Galja (Галя) è un film del 1940 diretto da Nadežda Nikolaevna Koševerova.